# 真光寺町
真光寺町（しんこうじまち）は、東京都町田市の町名。「丁目」の設定のない単独町名である。郵便番号は195-0051。

## 地理
町田市の北部に位置する。
北と北東は神奈川県川崎市麻生区黒川、東は真光寺一丁目、南には真光寺三丁目、南西は鶴川四丁目と大蔵町、西は小野路町と接する。

### 河川
- 真光寺川 - 真光寺町にある水源から真光寺一丁目に流れる。

## 歴史
武蔵国都筑郡余戸郷に属し、その後、多摩郡小山田庄三矢田郷に属し、その後、多摩郡柏木領に属した。

### 地名の由来
村の中央にあった池が夜になると光ったので「真光池」と呼ばれ、1388年（嘉慶2年）11月に天台宗の僧の長弁が寺院を開き「真光寺」としたことに由来すると伝わる。

### 沿革
- 1590年（天正18年） - 徳川家康の領地になり、旗本 飯田右馬之助昌有の知行地になる。
- 1696年（元禄9年） - 幕府直轄地になる。
- 1698年（元禄11年） - 分割され、一部が旗本 漆戸兵助義格の知行地になる。
- 1704年（宝永元年） - 残りが旗本 岡部和泉守長興の知行地になる。
- 1868年（慶応4年、明治元年） - 武蔵知県事の管轄となり、その後神奈川県に移管される。
- 1871年（明治4年） - 区制により第三〇区となる。
- 1873年（明治6年） - 区番組制により第八区四番組となる。
- 1874年（明治7年） - 大区小区制により第八大区一小区となる。
- 1884年（明治17年） - 連合戸長役場制により小野路村戸長役場の管轄となる。
- 1889年（明治22年） - 真光寺村と大蔵村、小野路村、金井村、広袴村、能ヶ谷村、野津田村、三輪村が合併し、南多摩郡鶴川村大字真光寺となる。
- 1893年（明治26年） - 神奈川県のうち、西多摩郡、南多摩郡、北多摩郡を東京府に移管され、東京府南多摩郡鶴川村大字真光寺となる。
- 1943年（昭和18年） - 東京都制により、東京都南多摩郡鶴川村大字真光寺となる。
- 1958年（昭和33年） - 町田町、鶴川村、忠生村、堺村が合併し、町田市真光寺町となる。
- 1968年（昭和43年）8月1日 - 真光寺町、大蔵町、能ヶ谷町、広袴町の一部より、鶴川一〜六丁目を新設。
- 1999年（平成11年）2月27日 - 真光寺町と広袴町の一部より、真光寺三丁目を新設。
- 2003年（平成15年）5月31日 - 真光寺町と広袴町の一部より、真光寺一丁目と二丁目を新設。

## 世帯数と人口
2018年（平成30年）1月1日現在の世帯数と人口は以下の通りである。
| 町丁     | 世帯数  | 人口    |
| -------- | ------- | ------- |
| 真光寺町 | 689世帯 | 1,575人 |

## 小・中学校の学区
市立小・中学校に通う場合、学区は以下の通りとなる。
| 番地 | 小学校                 | 中学校               |
| ---- | ---------------------- | -------------------- |
| 全域 | 町田市立鶴川第四小学校 | 町田市立真光寺中学校 |

## 交通

### 鉄道
神奈川県川崎市麻生区にある小田急電鉄多摩線の黒川駅と、町田市能ヶ谷一丁目にある小田急電鉄小田原線の鶴川駅が、近くにある鉄道駅である。

### 路線バス
「真光寺」バス停留所などから神奈川中央交通の路線バスで鶴川駅行き、若葉台駅行きがある。

### 道路
- 東京都道・神奈川県道19号町田調布線（鶴川街道）
- 東京都道・神奈川県道139号真光寺長津田線（鶴川街道、真光寺十字路交差点が起点）

## 施設
教育
- 小学校
  - 和光鶴川小学校
- 中学校
  - 和光中学校
- 高等学校
  - 和光高等学校

病院
- 鶴川サナトリウム病院

寺院・神社
- 観泉寺
- 飯守神社

電力事業所
- 電源開発送変電ネットワーク（J-POWER送変電）西東京送変電事業所（西東京変電所）- 所在地は真光寺町であるが、変電施設の一部は神奈川県川崎市麻生区黒川の境界にある変電施設。ここを中心に田子倉発電所（只見幹線）、佐久間発電所（佐久間東幹線）など各方面へ送電線が延びる。

## 関連記事
- 柳宗理、柳兼子 - 真光寺町に居住していた。